# Jumagua
Jumagua, es un barrio ubicado a solo 1 kilómetro al oeste de la ciudad de Sagua La Grande (Cuba central). Se trata de un terreno cretácico donde en medio de su gran llanura se levantan ocho pequeñas lomitas fusionadas entre sí y atravesadas por cavernas de origen fluvial; a estas elevaciones se les conoce en Cuba como: Mogotes de Jumagua.
El pequeño poblado de Jumagua, atravesado por la carretera Sagua-Habana, forma parte de la antigua finca llamada Sabana de Sagua la cual fue mercedada por el Cabildo de Sancti Spíritus en 1596 y corrida un año más tarde hacia la Sabana del Ciego en las afueras de la actual Villa del Undoso. Aquí existen las Palmitas de Jumagua que son endémicas (únicas en el mundo) de solo dos de los 8 mogotes. El grupo espeleológico Sabaneque de Sagua La Grande comenzó por primera vez el catálogo de su fauna en 1970, así como la cartografía de todas sus cuevas y las excavaciones en sus sitios arqueológicos ya que anteriormente esta zona había escapado a toda observación científica. 
Es famosa Jumagua además por los ricos mármoles y la roca caliza que se extraen de la cantera del mismo nombre. Las lomas de Jumagua son inseparables de Sagua La Grande ya que en su escudo oficial aparecen estas dibujadas junto al río y a su ferrocarril. La palabra Jumagua proviene del lenguaje taíno que ha derivado en "Jimagua" y que a su vez significa "gemelo" en castellano; los indios de la región optaron por este nombre debido al parecido existente entre todos y cada uno de los mogotes.
- Datos: Q5956301